# Barfly
Pour plus de détails, voir Fiche technique et Distribution.
Barfly est un film américain réalisé par Barbet Schroeder et sorti en 1987. Il s'agit d'une semi-autobiographie de l'auteur-poète Charles Bukowski durant son passage à Los Angeles où il buvait beaucoup. Il fait d'ailleurs une apparition dans le film.
Le film est présenté en compétition officielle au festival de Cannes 1987.

## Synopsis
Dans un Los Angeles intemporel, Henry Chinaski (Mickey Rourke), écrivain sans véritable passion, boit, écrit des poèmes, arrive même parfois à ramener une fille, à condition qu'elle soit plus ivre morte encore que lui-même. Il fréquente la plupart du temps le Golden Horn, un bar de Los Angeles, où il se bat régulièrement avec Eddie (Frank Stallone), serveur aussi musclé qu'arrogant. Les clients parient même sur leurs bagarres. Dans toute cette agitation, Henry rencontre Wanda (Faye Dunaway), elle aussi alcoolique et en instance de divorce, chez qui il s'installe.
Les deux marginaux essaient de mener une vie régulière mais ils s'accrochent brutalement l'un à l'autre, dans un maelström de sentiments mêlant amour, ivresse, violence et folie. Leurs recherches de travail restent vaines. Bientôt Henry vit une aventure avec une riche éditrice, Tully Sorenson (Alice Krige) qui a publié un de ses textes et qui lui propose de devenir son mécène.
Alors qu'Henry aurait pu être publié et que de son côté Wanda aurait pu se défaire des hommes et des démons, le couple s'en remet à l'abandon et au chaos.

## Fiche technique
Sauf indication contraire, les informations mentionnées dans cette section peuvent être confirmées par la base de données cinématographiques IMDb,  présente dans la section « Liens externes ».
- Titre original et français : Barfly
- Réalisation : Barbet Schroeder
- Scénario : Charles Bukowski
- Musique additionnelle : Jack Baran (en tant que superviseur)
- Directeur de la photographie : Robby Müller
- Costumes : Milena Canonero
- Montage : Éva Gárdos
- Production : Jack Baran, Richard Garcia, Yoram Globus, Menahem Golan, Tom Luddy, Fred Roos, Barbet Schroeder
- Société de production : Golan-Globus Productions et American Zoetrope
- Distribution : Cannon France (France), Cannon Film Distributors (États-Unis), Cineplex Odeon Films (Canada),
- Pays d'origine :  États-Unis
- Langue originale : anglais
- Format : couleur (TVC Laboratories) - 1.85:1 - 35 mm - son monophonique
- Budget : 3 millions de dollars
- Genre : comédie dramatique, romance
- Dates de sortie[2] :
  - France : mai 1987 (festival de Cannes)
  - France : 2 septembre 1987
  - États-Unis : 16 octobre 1987

## Distribution
- Mickey Rourke (VF : Michel Vigné) : Henry Chinaski (en)
- Faye Dunaway (VF : Annie Bertin) : Wanda Wilcox
- Alice Krige (VF : Emmanuelle Bondeville) : Tully Sorenson
- Jack Nance (VF : Jean Lescot) : Détective
- J. C. Quinn (VF : Edmond Bernard) : Jim
- Frank Stallone (VF : Marc Alfos) : Eddie
- Gloria Leroy : Moses
- Joe Unger : Ben
- Harry Cohn : Rick
- Pruitt Taylor Vince : Joe
- Sandy Martin : Janice
- Charles Bukowski : un client du bar (non crédité, caméo)

## Production

### Genèse et développement
Charles Bukowski et Barbet Schroeder se rencontrent en 1979 à San Francisco alors que le second monte le documentaire Koko, le gorille qui parle. Les deux hommes s'entendent bien et veulent travailler ensemble. Charles Bukowski commence à écrire un script dès 1979. Il s'inspire alors de sa propre vie et met en scène son alter-ego, Henry Chinaski (en), présent dans nombreux de ses romans, nouvelles et poèmes (il sera à nouveau présent à l'écran en 2005 dans le film Factotum).
Cependant, le projet traine faute de financement. Frustré, Barbet Schroeder passe cependant beaucoup de temps avec Charles Bukowski et décide de mettre à profit cela pour tourner un documentaire (The Charles Bukowski Tapes) :

« C'est la frustration de ne pas pouvoir faire Barfly dans un premier temps qui m'a poussé à filmer mes soirées avec Charles Bukowski. Je passais des soirées extraordinaires avec lui à travailler sur le scénario de Barfly. On s'est beaucoup vus. On a même fait deux versions du scénario. Mais je n'arrivais pas à trouver l'argent pour financer le film. Alors je me suis dis qu'entre temps, ce serait une bonne chose de partager la merveille de passer une soirée avec Bukowski. »

— Barbet Schroeder, 2017
Développeur du projet, le Cannon Group est ainsi en proie aux dettes et doit alors limiter le nombre de ses productions par an. Il est alors décidé de faire l'impasse du Barfly. Cependant, Barbet Shroeder se bat pour son projet, allant même jusqu'à menacer de se couper un doigt avec une scie électrique. Fred Roos et Francis Ford Coppola (via sa société American Zoetrope) parviendront à sauver le film de l'abandon.

### Attribution des rôles
Charles Bukowski voulait Sean Penn pour le rôle principal de Henry Chinaski. Cependant, l'acteur insiste pour que Dennis Hopper réalise le film . Mais l'écrivain a écrit le scénario spécifiquement pour qu'il soit mis en scène par Barbet Schroeder, qui lui avait consacré quelques années plus tôt le documentaire The Charles Bukowski Tapes. Charles Bukowski et Sean Penn resteront cependant amis,.
Helen Hunt est initialement engagée pour incarner Tully Sorenson. Elle sera finalement remplacée par Alice Krige, car Barbet Schroeder sent qu'il faut pour ce rôle une actrice avec plus d'expérience, capable de tenir l'opposition face à Mickey Rourke et Faye Dunaway.

### Tournage
Le tournage a lieu de février à mars 1987. Il se déroule principalement à Los Angeles (Downtown Los Angeles, Wilshire Boulevard, Royal Palms, Château Marmont, Sunset Boulevard, Hollywood, Westlake, ...) ainsi qu'à Culver City.
Dans son roman Hollywood (qui rapporte la gestation du film) Charles Bukowski révèle que c'est Mickey Rourke qui a insisté pour que son ami Frank Stallone — frère de Sylvester Stallone — obtienne un rôle dans le film.
L'intégralité du film est tournée en décors « naturels » : les bars en particulier, sont d'authentiques lieux de Los Angeles.
Barfly est le premier film officiellement tourné avec le système Kino Flo (en) et ses éclairages à LED. En effet, le directeur de la photographie Robby Müller ne parvenait pas à trouver l'éclairage parfait pour une scène tournée dans un décor intérieur étroit. Le chef électricien du film, Frieder Hocheim, et son assistant « best boy » Gary H. Swink développement alors des éclairages très fins spécialement pour le film. Après Barfly, ils créeront l'entreprise Kino Flo Incorporated qui fournira son matériel pour de nombreuses autres productions.

### Musique
Il n'y a pas de musique originale composée pour ce film, alors que le réalisateur avait un temps envisagé de travailler avec Trevor Jones. Le producteur et superviseur musical Jack Baran sélectionne de nombreuses musiques préexistentes, certains suggérées par Mickey Rourke. On retrouve ainsi des morceaux de Georg Friedrich Händel, Booker T. Jones, Gustav Mahler, Wolfgang Amadeus Mozart, Ludwig van Beethoven et John Adams.

## Accueil
Le film reçoit des critiques globalement positives. Sur l'agrégateur américain Rotten Tomatoes, il récolte 77% d'opinions favorables pour 22 critiques et une note moyenne de 6,63⁄10. Sur Metacritic, il obtient une note moyenne de 70⁄100 pour 15 critiques.
Le film ne rencontre pas le succès commercial. Il ne récolte que 3 221 568 $ au box-office nord-américain. En France, le film attire 507 607 spectateurs en salles

## Distinctions
Le film n'obtient aucun prix, seulement des nominations :
- Festival de Cannes 1987 : en compétition officielle
- Golden Globes 1988 : Faye Dunaway nommée dans la catégorie meilleure actrice dans un film dramatique
- Film Independent's Spirit Awards 1988 : Robby Muller, nommé pour la meilleure photographie ; Mickey Rourke, nommé dans la catégorie « meilleur acteur »

## Commentaire
Le personnage de Wanda représente Jane Cooney Baker, que Charles Bukowski rencontre à 26 ans, dans un bar de LA. Elle avait alors 36 ans, déjà ravagée par l'alcool. Ils auront ensemble une histoire passionnée et violente, ne se retrouvant que pour boire ensemble. C'est l'époque où Buk écrit des nouvelles qui lui sont presque toutes renvoyées. Jane meurt quelques années plus tard, veillée par Bukowski, qui allait bientôt connaître le début de son succès. Pur hasard, l'immeuble choisi pour le tournage pour l'appartement de Wanda est celui où Charles Bukowski et Jane Cooney Baker ont réellement vécu.

## Roman
Peu après le film, Charles Bukowski écrit le « roman à clef » Hollywood qui revient sur la gestation du film et sur son rapport au cinéma.
Par ailleurs, le scénario du film a été publié en 1993.